# Enånger-Njutångers församling
Enånger-Njutångers församling är en församling i Hälsinglands norra kontrakt i Uppsala stift. Församlingen ligger i Hudiksvalls kommun i Gävleborgs län. Församlingen utgör ett eget pastorat.

## Administrativ historik
Församlingen bildades 2006 genom sammanslagning av Enångers församling och Njutångers församling.

## Kyrkor
- Enångers gamla kyrka
- Enångers kyrka
- Iggesunds kyrka
- Nianfors kyrka
- Njutångers kyrka
- Sankta Maria kapell